# Norgesglasset
Norgesglasset är ett norskt radioprogram som sänds på NRK P1 måndag till fredag. Programmet startade 29 augusti 1994. Man har 800.000-1.000.000 lyssnare per dag.